# Oswaldo Diniz Magalhães
Oswaldo Diniz Magalhães (Rio de Janeiro, 15 de outubro de 1904 - 26 de janeiro de 1998) foi um professor de educação física brasileiro.
Iniciou em 1924 o curso do Instituto Técnico da Associação Cristã de Moços, no Rio de Janeiro. Terminou a formação em 1927, em Montevidéu. De volta ao Brasil, trabalhou na ACM de São Paulo, enquanto amadurecia seu projeto de dar aulas de ginástica pelo rádio.
Em 1932, conseguiu uma oportunidade na Rádio Educadora Paulista. Criou então o programa Hora da Ginástica, aberto diariamente às 6h da manhã com a saudação "Bom dia, radioginastas". O programa se manteve no ar por mais de 51 anos.
Morreu de pneumonia em 1998, aos 93 anos. Em 1957, havia sido homenageado com uma estátua de bronze na Praça Saens Peña, no bairro carioca da Tijuca.